# Culiseta otwayensis
Culiseta otwayensis är en tvåvingeart som först beskrevs av Nikolas Vladimir Dobrotworsky 1960.  Culiseta otwayensis ingår i släktet Culiseta och familjen stickmyggor. Inga underarter finns listade i Catalogue of Life.